# Гебел Елба
Национален парк „Гебел Елба“ (на египетски арабски: гебел; на арабски: джабал – планина) е египетски национален парк, разположен на брега на Червено море в Халаибския триъгълник – оспорван район на границата със Судан. Паркът е създаден с цел опазване на уникалното биоразнообразие в региона през 1985 г.

## Природни особености
Паркът се състои от поредица от крайбрежни върхове, най-високият от които е Гебел Шендиб (1911 м), няколко острова в Червено море, както и дюни, блата и коралови рифове. Благодарение на близкото разположение на Червено море (едва 15 до 30 км) и влажните североизточни ветрове, количеството на валежите в този район е 400 мм годишно, близо осем пъти повече от средното за Египет. Голяма част от годишните валежи идват под формата на мъгла или слана.

## Флора и фауна
Флората в резервата е представена от 458 видове растения и представлява почти четвърт от растителните видове в страната. Biscutella elbensis е единственият растителен вид, които е ендемичен за Гебел Елба. Фауната се различава значително от срещаната на други места в страната поради особеностите на местния климат. Националния парк се обитава от 40 вида птици, 22 вида бозайници, 30 вида влечуги и един вид земноводно. Част от срещаните животни са змиеоки гущери, лисица на Рюпел, газела Доркас, щраус, нубийски лешояд, дюгонг и нубийски козирог. В миналото в парка са се срещали гривест овен и африкански леопард, но не е потвърдено дали те все още обитават неговите предели. Единствената потвърдена колония на африканския леопард на север от Сахара е в планините Атлас в Мароко.
Сред основните проблеми в парка са незаконен лов и събиране на дървесина за преработка в дървени въглища. Едно от традиционните вярвания на местните племена е, че не е позволено да се отсичат живи дървета. През последните години ниските приходи на местното население ги принуждават все по-често да престъпват старите закони и да изсичат незаконно дървета. В комбинация с нарастващия брой добитък, които унищожава огромни количества трева, това създава предпоставки за по-сериозни проблеми в Гебел Елба.
| Портал | Портал „Африка“ съдържа още много статии, свързани с Африка. Можете да се включите към Уикипроект „Африка“. |